# یواس‌اس بلوجیل (اس‌اس-۲۴۲)
یواس‌اس بلوجیل (اس‌اس-۲۴۲) (به انگلیسی: USS Bluegill (SS-242)) یک زیردریایی است که طول آن ۳۱۱ فوت ۹ اینچ (۹۵٫۰۲ متر) می‌باشد. این زیردریایی در سال ۱۹۴۳ ساخته شد.